# Malgrate
Malgrate – miejscowość i gmina we Włoszech, w regionie Lombardia, w prowincji Lecco.
Według danych na rok 2004 gminę zamieszkiwało 4206 osób, 4206 os./km².
Urodził się tutaj włoski duchowny rzymskokatolicki ks. kardynał Angelo Scola.